# Manoir d'Estoutteville
Le manoir d'Estoutteville appelé aussi château de Monaco est une demeure du milieu du XVe siècle qui se dresse sur le territoire de la commune française Les Loges, dans le département de la Seine-Maritime, en région Normandie. Le domaine est partiellement inscrit au titre des monuments historiques.

## Localisation
Le manoir est situé au-dessus de la route de Criquetot-l'Esneval, sur la commune des Loges, dans le département français de la Seine-Maritime.

## Historique
La famille d'Estouteville, possédait aux Loges un petit château fort à la suite d'un don par Mathilde l'Emperesse, que le cardinal Guillaume d'Estouteville utilisa au milieu du XVe siècle pour édifier le manoir actuel. Les d'Estouteville conserveront le domaine pendant huit siècles.
La famille Grimaldi possède le manoir à la fin du XIXe siècle. En 1957, la demeure est acquise par Mme Defrance qui entreprit sa restauration.

## Description
L'édifice est en pierre, silex et bois.
Le manoir possédait des douves. Une tour d'angle octogonale est présente.
La façade possède une galerie de bois datée du milieu du XVe siècle, attribuée à l'archevêque de Rouen Guillaume d'Estouteville, avec une toiture de tuile. La façade est de pierre et de briques, une porte avec un arc surbaissé et une porte en ogive sont présentes.

## Protection
Les façades et toitures sont inscrites au titre des monuments historiques par arrêté du 27 décembre 1973.

## Pour approfondir